# Brillion (Wisconsin)
Brillion es una ciudad ubicada en el condado de Calumet en el estado estadounidense de Wisconsin. En el Censo de 2010 tenía una población de 3.148 habitantes y una densidad poblacional de 442,79 personas por km².

## Geografía
Brillion se encuentra ubicada en las coordenadas 44°10′34″N 88°4′8″O / 44.17611, -88.06889. Según la Oficina del Censo de los Estados Unidos, Brillion tiene una superficie total de 7.11 km², de la cual 7.06 km² corresponden a tierra firme y (0.73%) 0.05 km² es agua.

## Demografía
Según el censo de 2010, había 3.148 personas residiendo en Brillion. La densidad de población era de 442,79 hab./km². De los 3.148 habitantes, Brillion estaba compuesto por el 97.08% blancos, el 0.16% eran afroamericanos, el 0.48% eran amerindios, el 0.19% eran asiáticos, el 0.03% eran isleños del Pacífico, el 0.89% eran de otras razas y el 1.18% pertenecían a dos o más razas. Del total de la población el 2.83% eran hispanos o latinos de cualquier raza.